# 雍氏
雍氏，一名雍梁，中国先秦地名，故城在今河南禹州市东北二十四里古城镇。
春秋为郑邑。《左传》：襄公十八年（前555），楚师伐郑，“𫈢子冯、公子格率师侵费滑、胥靡、献于、雍梁”。杜注：“河南阳翟县东北有雍氏城。” 又三十年（前543），郑“伯有奔雍梁”。战国前期入韩。战国中期成为楚韩拉锯之地。《史记·秦本纪》载：秦惠王后元十三年（前312）“楚围雍氏”。《竹书纪年》载：魏襄王十九年（前300）“楚入雍氏，楚人败”。据学者杨宽考证，前312、前307、前300年，韩楚之间爆发过三次雍氏之战，皆以楚围攻雍氏失败而告终。前300年后，不见于史料。今河南新郑市郑韩故城曾出土韩兵器“雍氏”戈。